# Eva Röse
Eva Charlotta Rocky Felländer Röse, född 16 oktober 1973 i Skärholmen,  är en svensk skådespelare och programledare. Sedan 2008 har hon spelat titelrollen Maria Wern i de olika filmatiseringarna av Anna Janssons romaner. 2022 valdes hon till Republiken Jamtlands president.

## Biografi
Eva Röse började, tillsammans med Alice Bah Kuhnke och Johan Petersson, som programledare för SVT:s Disneyklubben och studerade sedan på Teaterhögskolan i Stockholm. Hon avlade examen 1998 och har haft roller såväl på film som på Dramaten och Stockholms stadsteater. Sedan 2008 spelar Röse huvudrollen, Maria Wern, i TV-filmerna med samma namn.  
Eva Röse har även varit konferencier och prisutdelare på en rad olika kulturevenemang, bland annat Augustgalan och Stockholms filmfestival. 2016 var hon huvudperson i ett av avsnitten i SVT:s Vem tror du att du är?. Där framgick bland annat att hon är släkt på håll med skådespelerskan Bibi Andersson och att hennes farfar livnärde sig på valjakt i Antarktis.
Hon är Unicef-ambassadör sedan 2007. År 2018 tilldelades hon Carl Åkermarks stipendium. Röse efterträdde 2022 Ewert Ljusberg som Republiken Jamtlands president; Röses mamma är född i Östersund, och släkten har jämtländska rötter till 1100-talet.
Röse var 2014-2024 gift med fotografen, konstnären och musikern Jacob Felländer. och har fyra barn.

## Filmografi (urval)

### TV-produktioner
- 1993 – Disneyklubben (programledare)
- 1994 – Rederiet (TV-serie)
- 1995 – Knesset (TV-program)
- 1996 – Stereo (TV-program)
- 1996 – Cluedo – en mordgåta (TV-serie)
- 1996 – Fångarna på fortet (TV-serie)
- 1998 – Det krävs mod att ha talang (TV-program)
- 1998 – Längtans blåa blomma (TV-serie)
- 2000 – Ventil (TV-program)
- 2001 – Legenden om Tarzan (TV-serie) (röst som drottning La)
- 2003 – De drabbade (TV-serie)
- 2003 – Vildmark
- 2004 – C/o Segemyhr (TV-serie)
- 2008 – Sthlm (TV-serie)
- 2008 – Maria Wern – Främmande fågel (TV-serie)
- 2010 – Kommissarien och havet – Ett liv utan lögner (TV-serie)
- 2010 – Maria Wern – Stum sitter guden (TV-serie)
- 2010 – Maria Wern – Alla de stillsamma döda (TV-serie)
- 2011 – Maria Wern – Drömmar ur snö
- 2011 – Maria Wern – Må döden sova
- 2011 – Maria Wern – Svart fjäril
- 2011 – Maria Wern – Pojke försvunnen
- 2012 – Maria Wern – Inte ens det förflutna
- 2012 – Äkta människor (TV-serie)
- 2013 – Maria Wern – Drömmen förde dig vilse
- 2013 – Maria Wern – Först när givaren är död
- 2014 – Jättebästisar (TV-serie)
- 2014 – Mia på Grötö
- 2015 – Partaj
- 2016 – Scenerna som förändrade filmen (TV-serie) (programledare)
- 2016 – Maria Wern – Min lycka är din (TV-serie)
- 2016 – Maria Wern – De döda tiger
- 2016 – Maria Wern – Dit ingen når
- 2016 – Maria Wern – Smutsiga avsikter
- 2016 – Skolan (TV-serie)
- 2018–2021 – Helt perfekt (TV-serie)
- 2018 – Maria Wern – Den eld som brinner
- 2018 – Maria Wern – Ringar på vattnet
- 2018 – Maria Wern – Viskningar i vinden
- 2018 – Maria Wern – Jord ska du åter vara
- 2018 – De dagar som blommorna blommar (TV-serie)
- 2018 – Livet på Dramaten (TV-serie)
- 2019–2022 – Heder (TV-serie)
- 2019–2020 – Parlamentet (TV-serie)
- 2021 – Maria Wern – Fienden ibland oss
- 2021 – Maria Wern – En orättvis rättvisa
- 2021 – Maria Wern – Ondskans djupa rot
- 2021 – Maria Wern – Som skuggor
- 2023 – LOL: Skrattar bäst som skrattar sist
- 2023 – The Swarm (TV-serie)
- 2023 – Maria Wern – Vinna eller försvinna
- 2023 – Maria Wern – Jacqueline
- 2023 – Maria Wern – Plats 89
- 2023 – Maria Wern – Ett tidigare liv

### Filmer
- 1986 – Isas fläta (kortfilm)
- 1996 – De største helte ("Hjältar")
- 1997 – Adam & Eva
- 1999 – Magnetisörens femte vinter
- 2000 – Miraklernas man
- 2001 – Blå måndag
- 2001 – Leva livet
- 2001 – Spy Kids (röst som fröken Gradenko)
- 2003 – Kopps
- 2003 – Vildmark
- 2004 – Superhjältarna (röst som Mirage)
- 2005 – Storm
- 2006 – Att göra en pudel
- 2006 – Göta kanal 2 – kanalkampen
- 2006 – Ice Age 2: Istiden har aldrig varit hetare (röst som Ellie)
- 2006 – Mirakel
- 2008 – Rallybrudar
- 2009 – Göta kanal 3 – Kanalkungens hemlighet
- 2009 – Ice Age 3: Det våras för dinosaurierna (röst som Ellie)
- 2010 – Underkastelsen
- 2015 – Prästen i paradiset
- 2018 – Innan vintern kommer
- 2022 – Ice Age: Buck Wilds äventyr (röst som Zee)
- 2022 – Göta kanal – Vinna eller försvinna

## Teater

### Roller (ej komplett)
| År   | Roll                       | Produktion                                                                        | Regi              | Teater                 |
| ---- | -------------------------- | --------------------------------------------------------------------------------- | ----------------- | ---------------------- |
| 1996 |                            | Puntila Bertolt Brecht                                                            |                   | Dramaten               |
| 1998 |                            | Lång dags färd mot natt (Long Day's Journey into Night) Eugene O'Neill            |                   | Dramaten               |
| 1998 |                            | Lek ej med kärleken (On ne badine pas avec l'amour) Alfred de Musset              |                   | Dramaten               |
| 1998 | Kristina                   | Wiraspelen Leif Nilsson och Bo Hülphers                                           |                   | Wira bruk              |
| 1999 |                            | Kvinnan som slagfält                                                              |                   | Dramaten               |
| 1999 |                            | Klas Klättermus (Klatremus og de andre dyrene i Hakkebakkeskogen) Thorbjörn Egner |                   | Dramaten               |
| 2000 | Mariane Flipote            | Tartuffe (Tartuffe, ou l'Imposteur) Molière                                       | Åsa Melldahl      | Dramaten               |
| 2000 |                            | Popcorn                                                                           |                   | Dramaten               |
| 2001 | Jacie Tretretre (JCF 3133) | Komisk talang (Comic Potential) Alan Ayckbourn                                    | Agneta Ehrensvärd | Dramaten               |
| 2002 | Jelena                     | Morbror Vanja (Дядя Ваня, Djadja Vanja) Anton Tjechov                             | Thommy Berggren   | Stockholms stadsteater |
| 2002 |                            | Don Juan                                                                          |                   | Dramaten               |
| 2003 |                            | Katt på hett plåttak (Cat on a Hot Tin Roof= Tennessee Williams                   |                   | Stockholms stadsteater |
| 2004 |                            | Black Comedy Peter Shaffer                                                        |                   | Dramaten               |
| 2005 | Hon                        | Nattpromenad Jonas Karlsson                                                       | Emma Bucht        | Stockholms stadsteater |
| 2006 | Sally                      | När Harry mötte Sally (When Harry Met Sally...) Nora Ephron                       | Emma Bucht        | Stockholms stadsteater |
| 2013 | Karen Wright               | De oskyldiga (The children's hour) Lillian Hellman                                | Jenny Andreasson  | Dramaten               |
| 2017 | Ellida Wangel              | Frun från havet (Fruen fra havet) Henrik Ibsen                                    | Sofia Jupither    | Dramaten               |
| 2024 | Rita                       | Tomten är far till alla barnen Monica Rolfner, Rikard Bergqvist och Mathias Venge | Rikard Bergqvist  | Cirkus, Stockholm      |